# Вінницька обласна асоціація футболу
Вінницька обласна асоціація футболу (раніше Вінницька обласна федерація футболу) — обласна громадська спортивна організація, що є колективним членом Федерації футболу України. Головна мета її діяльності — сприяння розвитку та популяризації футболу в Вінницькій області.

## Турніри
Під егідою Вінницької обласної федерації футболу постійно відбуваються наступні змагання:

## Керівництво
Станом на 18 вересня 2021
| ПІБ керівника                  | Посада           |
| ------------------------------ | ---------------- |
| Гатауллін Ігор Федорович       | Голова федерації |
| Павленко Ігор Михайлович       | Заступник голови |
| Прозоровський Михайло Павлович | Заступник голови |

### Голови федерації (історія)
| ПІБ голови федерації           | Строк       |
| ------------------------------ | ----------- |
| Віскер Олександр Володимирович | 1992 — 1994 |
| Дзюба Володимир Володимирович  | 1994 — 2007 |
| Гатауллін Ігор Федорович       | з 2007 року |

## Контакти
- адреса: Україна, м. Вінниця, вул. Брацлавська, 85, офіс 421
- web: vinoff.com.ua [Архівовано 19 вересня 2021 у Wayback Machine.]